# ちょっとタンマ!
ちょっとタンマ!は、茨城放送で放送されていたラジオ番組である。放送期間は1999年4月5日から2002年10月4日まで。
かつて茨城放送の平日22時台は「相川由春のよしまろ仮面」、「夜はこれから」、「パンパカパラダイス 今夜もきかナイト!」などの番組を放送してきた。
パンパカ枠移動後は茨城県内の中学校教師が出演する受験講座番組、サウンドマーケットを経て、本番組へと至る。
番組内容はそれまで土曜22時35分～23時に放送されていた「そんなカバラ!」をマイナーチェンジしたマニアックな番組のため、IBS三大野放し番組とも呼ばれている。

## 放送時間
毎週月～金曜　22時30分-22時55分　NTTドコモ茨城支店提供
ただし、末期（2002年7月～9月）は月～木曜の22時30分-22時55分になる。

## 出演者
- 鹿原徳夫
- 高木圭二郎(準レギュラー)

### ゲスト
主に金曜タンマに登場する事が多かった。
- 渡辺美奈子（2000年7月7日、2000年10月19日、2000年12月15日、2001年4月6日、2001年10月19日放送など。主にスタジオを飛び出して放送する回に多かった）
- 太田絵里子（当時スクーピーレポーター、2000年春頃、2000年8月4日、2002年3月29日放送。主に花見企画に多く出ていた。）
- 古瀬俊介（主にスポーツネタを扱った回に登場。2001年3月16日、2001年5月19日放送。これ以外に月曜タンマ（当時B級ニュース紹介）にも1回登場）
- 阿部重典（2000年4月28日放送。鹿原アナが高木アナとIBSの駐車場でジョギング中にすれ違った阿部アナウンサーが一言しゃべっていた。タンマでの出演はこれが最初で最後であった。）
- ウェイターズ（2000年夏頃。当時金曜深夜に看板番組を持っており、それのPRで番組に出演。）
- かぐら（2001年12月14日放送。彼らはこの日昼間に放送していた『たかとりじゅんのタッチ＆ゴー～空飛ぶ金曜日』にもゲストとして来ていた）
- 根本要（2002年2月22日放送。彼も同じくこの日昼間に『たかとりじゅんのタッチ＆ゴー～空飛ぶ金曜日』に出演）

## 曜日別コンテンツ
ちょっとタンマ!は週5日(末期は週4日)のため、曜日別に様々な内容だった。放送開始当初はキャッチフレーズがあったものの、序盤の数週で言わなくなってしまった。
- 月曜タンマ（キャッチフレーズは、ニュースのような月曜日）
  - 放送開始から2001年3月26日まではちょっと間抜けなあんなニュース、こんなニュースを紹介。1週間以内に新聞各紙に掲載されたちょっと笑えるB級ニュースを紹介していた[2]。
  - 2001年4月9日からは電話リクエストの日となり、リスナーから電話でリクエストをするという内容だった。
  - なお、高校野球期間などで電話リクエストができない日は火曜タンマで流す予定だったリクエストを流していた。
  - 2002年4月1日からは電話リクエストの日が金曜になったため、月曜タンマがこれまでの金曜タンマの企画を送る内容になった。
- 火曜タンマ（キャッチフレーズは音楽のような火曜日）
  - 放送開始時から火曜日はリスナーからのハガキ、メール[3] のリクエストの日だった。
  - 放送開始当初はあまりハガキが集まらず、鹿原アナが最近身の回りであった出来事を前半に話し、後半にリクエストを届けていた。
  - リスナーからのリクエストは5曲流していたが、短い曲がいくつかあった場合は6曲流した場合もあった。
- 水曜タンマ
  - 放送開始時は別企画だったが、後にCDのリリース日が水曜に集中していたことから水曜日はその日発売の新譜を流す日となった。
  - なお、その週に新譜が少なかった場合は翌週発売の新譜を流すこともあった。
- 木曜タンマ
  - リスナーから頂いた普通のお手紙。メールを紹介する日だった。
  - リクエストも募集しており、当初は真ん中のCM前と最後にリクエストがかかっていた。
  - 後期-末期はリスナーからのメールが増えてきた事や鹿原アナが時々長話をしてしまうことがちょくちょくあり、リクエストは最後にかかるのみ(場合によってはかからないこともあった)になっていた。
- 金曜タンマ（キャッチフレーズはマニアックな金曜日）
  - 金曜日は当日放送まで何を送るかはわからない日であった[4]。
  - 主な内容はあるテーマに従った音楽特集だったり、年に数回はスタジオを飛び出して外から録音して放送することもあった。
  - 詳しくは金曜タンマの項を参照
  - なお、2002年4月5日からは電話リクエストの日となったが、7月からスポーツの番組が金曜22時30分から始まったことから、タンマ金曜日は02年6月で終了した[5]。

## 金曜タンマ
金曜タンマは上記の通り、放送当日になるまでリスナー誰もがわからなかった。
主に次のような企画が放送されていた。
- 毎年6月10日前後と8月下旬には3分間の曲というのが流れた。
- 毎年夏には耳で聞くエアコンラジオという企画を実施していた。
- 毎年7月には怖い歌を特集していた（なお、1回だけ中島みゆき限定で行った）。
- 毎年6月25日前後には決まってクリスマスソングの特集をしていた。
- 毎年3月下旬～4月上旬頃にはお花見があった。
- 1999年8月6日の放送では千波湖の花火大会会場から突撃リクエストを行った。
- 1999年8月13日の放送では13日の金曜日にちなんで恐怖の怪談話を特集した。
- 1999年11月5日の放送では突然の電話リクエストを放送。この企画は好評で4回行った。
- 1999年12月24日の放送では高木アナと安達太良高原スキー場からの生放送だった。この放送の前日まで、高木アナは何分何秒で滑ってこられるか？という近似値クイズをリスナーに出題し、メール募集を行った。正解者[6] には、当スキー場のリフト券がプレゼントされた。
- 2000年8月4日の放送では鹿原アナがレポーターの方を千波湖の花火大会に誘うが、断られてしまい、高木アナと寂しく茨城放送の駐車場で線香花火という悲しい企画だった。
- 2000年9月15日の放送ではスタジオを飛び出して石岡のおまつり会場からの放送だった。翌年もスタジオを飛び出して石岡のおまつり会場から録音する予定であったが、鹿原のスケジュールが悪く、別企画に変更された。
- 2000年12月8日の放送では今年オリコン1位を取った曲がずらっと流れた[7] 。

1週しか1位を取っていない曲はわずか20秒程度だったため、イントロが長いと歌まで行かずに次の曲が流れ出してしまった。なお、2001年12月28日の放送でも好評につきこの企画は行ったがこのときは歌い出しから流すというシステムになった。
- 2000年12月15日の放送では年末ジャンボ宝くじを買いに行くだけで25分丸々放送した。

渡辺アナと水戸駅前の宝くじ売り場で近くを歩いていた女子高生の運を使って 宝くじを買ったものの、結果は末等の300円しか当たらなかった 。
鹿原アナは来年もリベンジを試みたが、結局来年はこの模様の放送はなかった。
- 2000年12月22日の放送ではありがちなクリスマスソングをリクエストで行った。
- 2001年3月2日と9日はあなたの選ぶ卒業式ソングリクエストを放送。メールが殺到したため、2週に渡って放送した。
- 2001年3月30日の放送では20世紀クイズを放送。ただし、シンキングタイムでその当時の曲が流れた後正解を発表したため、応募しても何も賞品はもらえない。
- 2001年7月13日の放送ではリスナーから寒い話を募集して紹介した。
- 2001年10月12日の放送では1年2ヶ月ぶりに高木アナが乱入し、その後トクトクきっぷで旅に出ようという企画になった。
- 2001年10月19日の放送では肉まんを買いに行くのが放送され、井村屋の新製品、タマゴサラダまんの懸賞があった。その懸賞は鹿原アナ自ら届けることになり11月2日の放送でそのシーンが放送された。
- 2001年10月26日の放送では昭和時代のB級ニュースを読むという企画があった。
- 2001年12月7日の放送ではあなたの高校案内というものを放送。
- 2001年12月14日の放送ではかぐら（当時は神楽）の2人をゲストに迎えての放送。
- 2002年1月18日の放送では受験に迎えての心得を放送。そのあと3月1日に第2回が放送された。
- 2002年2月22日の放送ではスターダストレビューの根本要をゲストに迎えての放送。
- 2002年6月10日の放送では2002 FIFAワールドカップの取材で鹿島で放送。この模様はスクーピー＆スウィングの部屋にそのときの写真が載っていた。このときの放送が事実上、最後のスタジオを飛び出しての放送となった。
- 2002年9月30日の放送では最後にふさわしく、切ない曲の特集を放送した。

## その他アレコレ・エピソードなど
番組への投稿手段はスタート当初はハガキのみだった。後にメール機能としてスタジオにIモードが置かれ、メール募集を開始した。
なお、番組開始から1年くらいは比較的メール競争率も低く、出せば読まれる、リクエストがかかりやすかった。
- 1999年9月30日の放送は東海村で起きたJCO臨界事故の報道特別番組で番組は休止となった。
- 2000年6月16日の放送は香淳皇后の崩御（死去）に伴う特番のため番組は休止となった。
- 2000年10月19日の放送では曲探しの話だけで20分も費やしてしまい、2通しかお便りを紹介できなかった。そのためその日紹介する予定だった残りのメールは翌日に回した。
- 2000年11月16日の放送ではメールを読んでいる時にメールを受信してしまうという事件が起きた。
- 2000年年末から2001年1月中旬にかけてメール機能の不調で一時期受信不可の事態が起きた。その間に来たメールは2001年1月19日にまとめて紹介した。
- 2001年2月12日の放送ではB級ニュースネタが無く、仕方なく火曜タンマで没になったリクエストを放送した。
- 2001年3月8日の放送でグランデコのリフト券が3名様に当たるという懸賞を募集し、来週の木曜日に当選者発表を行うと言っていたが、翌週15日は県立高校合格のメールが殺到してしまい、当選者発表は時間がなくて行わなかった。
- 2001年5月25日の放送をもってIモードでのメール受付を終了。この日にそれまでの在庫を一斉に紹介した。
- 2001年6月29日の放送は鹿原アナが期末テストに挑戦するという企画だが、2問目の数学の問題がなかなか解けず、息抜きに用意していた曲もかけることなく番組が終了してしまった。
- 2001年9月頃は鹿原アナの長話が原因で9月20日、9月27日ともメールが3通しか読まれなかった。(過去には4通だけしか読まれなかったというのは度々あった)

そのため10月5日の放送にその時期に送ってきた方のメールを紹介した。
- 2001年12月24日では、鹿原アナがリスナーの方へ電話をかけるというのがあった。
- 2002年7月9日の放送ではメールサーバーの不具合でメールが全部飛んでしまい1曲もリクエストを届けられないという事件が起きた。代わりに高木アナがスタジオに登場し、しりとりクエストと銘打って鹿原と高木が交互に曲をレコードライブラリーから持ってきてかけた。
- 2002年10月1日の放送は台風の報道特番のため、番組は休止となった。この日送ってきたリクエストは、翌日放送にて流した。
- 番組最後に流れた曲は、ウルフルズの、「明日があるさ」だった。
- ちなみにエンディングの｢今夜もいい夢を見るんだよ～｣は放送開始からではなく、放送開始から3ヵ月後から言うようになった。ただ、2人以上で進行していた場合は一緒になって言っていた。

古瀬アナ（01.3.16と01.5.18）、ウェイターズ（00年夏）、かぐら（01.12.14）、根本要（02.2.22）などだが、中には女子高生（00.12.15）のように一般人と交えてやったこともあった。ただ、1月1日の放送ではエンディングに「いい初夢を見るんだよ～」になった。ただ、たまに「見るんだよ～」の部分にエコーがかけられることもあった。
それまでは「それでは皆さん、おやすみなさーい」という言葉で閉めていた。
- 毎年7月の高校野球期間は後半に本日の試合結果が流れた。

この期間内に限り、火曜タンマのリクエストは4曲になった。
- タンマではリスナーの皆さん集めて何かやろうという企画もあったが、結局その企画は実現する事はなかった。
- 部活紹介、悲しくなる歌リクエストはメール募集を行ったが、あまり集まらず、この企画はフェードアウトされた。
- 金曜タンマにたまに乱入していた高木アナは番組準レギュラー扱いであった。初乱入は番組開始から2ヶ月後であった。
- オープニングの一言は特にメール募集は行っておらず、鹿原アナ自ら考えたフレーズで言っていた。

（例：「9月27日月曜日　やっと秋が来たという感じですね～。しかし、飽きのこない。飽きのこない番組作りを目指す　ちょっとタンマ!」1999年9月27日放送より）

## 番組の終了
- 2002年の春より番組がノンスポンサーとなり、更に7月にはそれまでの金曜分の放送が無くなり、更に同年秋より文化放送の『セイ!ヤング』の遅れネットを21時台に始める事で21時台の番組を当番組の時間帯に移動する必要が生じて枠確保ができなくなり、2002年10月4日に『鹿原徳夫のそんなカバラ！』時代から4年に渡って放送してきた鹿原徳夫メインの夜の娯楽番組路線は終了した。
- 2003年12月31日から2004年1月2日までちょっとOKです!の特番が3夜連続で放送された（詳しくは「OKです!」の項を参照）。